# Apanteles luteocinctus
Apanteles luteocinctus är en stekelart som beskrevs av De Saeger 1941. Apanteles luteocinctus ingår i släktet Apanteles och familjen bracksteklar. Inga underarter finns listade i Catalogue of Life.